# Suche und Rettung in Luft- und Seenotfällen

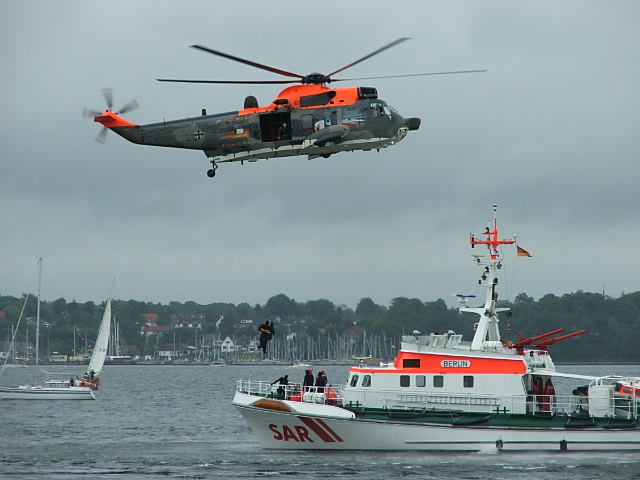
Einheiten der beiden Such- und Rettungsdienste

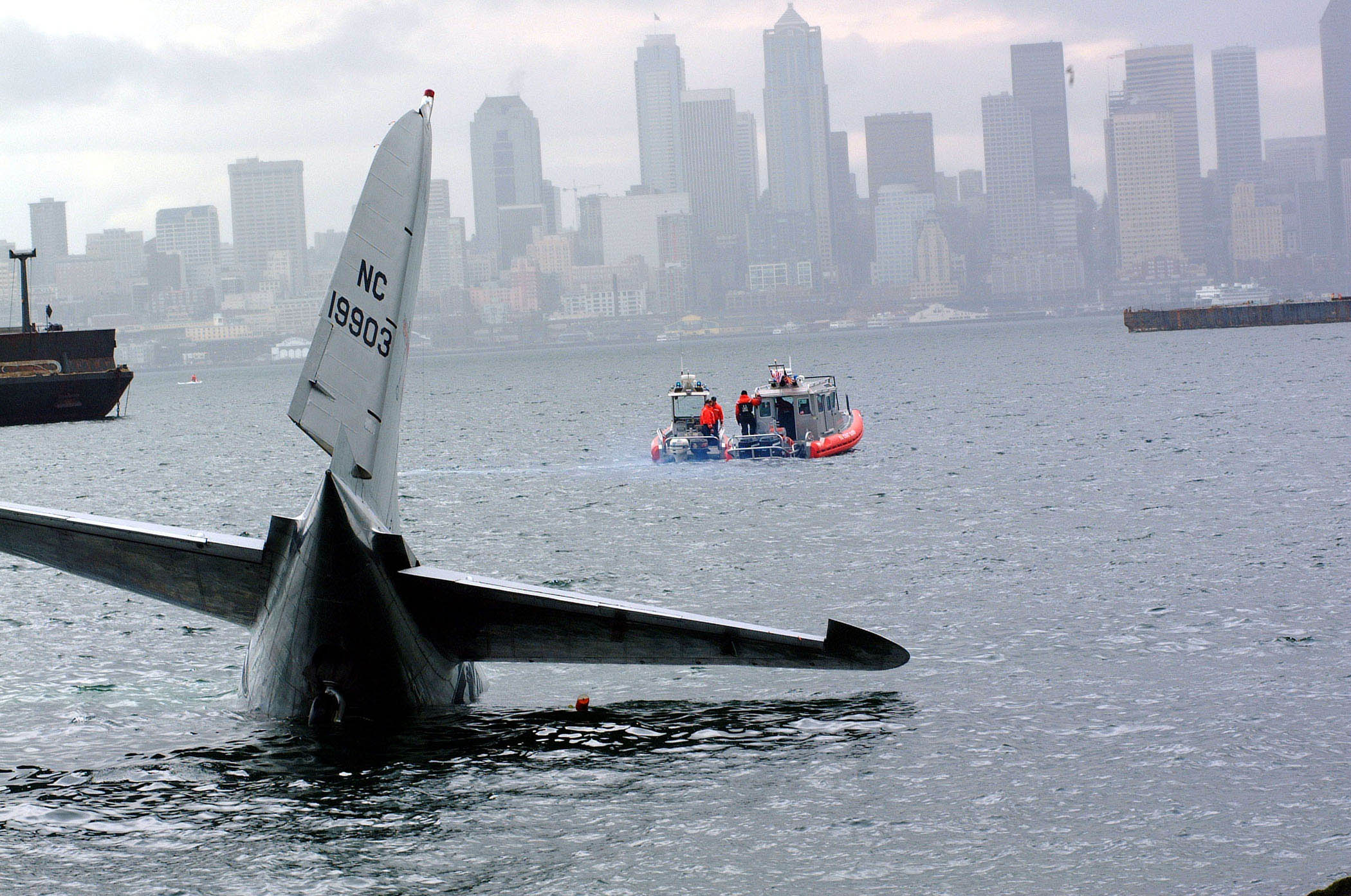
Luftnotfall auf See, Seattle 2002

Für Suche und Rettung in Luft- und Seenotfällen sind alle der ICAO oder der IMO angehörenden Staaten angehalten, entsprechende Organisationen und Strukturen zu betreiben. Wegen der Internationalität der Aufgaben und auch der Einsatzgebiete hat sich auch im deutschen Sprachgebrauch der Begriff Search and Rescue (SAR, englisch für ‚Suche und Rettung‘) für Luft- und Seerettungsdienste eingebürgert. Obwohl es sich dabei um eine internationale Aufgabe handelt, wird die konkrete Hilfe in vielen Ländern – insbesondere in Europa – nicht von staatlichen Behörden, sondern von Nichtregierungsorganisationen bereitgestellt. So sind z. B. die Deutsche Gesellschaft zur Rettung Schiffbrüchiger und die britische Royal National Lifeboat Institution seit ihrer jeweiligen Gründung private Hilfsorganisationen.
Zur Koordination und Steuerung der Rettungsmaßnahmen sind alle Staaten verpflichtet, für ein konkretes geografisches Gebiet (Search and Rescue Zone) verantwortliche Rettungsleitstellen (engl. RCC = Rescue Coordination Centre) einzurichten. Es gibt Leitstellen für die Luftrettung (ARCC = Aeronautical Rescue coordination centre) und die Seerettung (MRCC = Maritime Rescue Coordination Centre), die auch als Einheit als Joint Rescue Coordination Centre (JRCC) auftreten können. In Deutschland ist das MRCC Bremen als Koordinations- und Einsatzzentrale bei allen Seenotfällen zuständig.

## Grundlagen
Alle Staaten, die dem Chicagoer Abkommen von 1944 beigetreten sind, sind verpflichtet, einen entsprechenden Dienst für Luftnotfälle bereitzuhalten. Die entsprechende Praxis bezüglich Seenotfällen wurde erst im Jahr 1979 im Übereinkommen über den Such- und Rettungsdienst auf See international geregelt. Grundlage für die Durchführung ist das von der Internationalen Zivilluftfahrtorganisation ICAO und der Internationalen Seeschifffahrtsorganisation IMO gemeinsam herausgegebene IAMSAR-Handbuch (International Aeronautical and Maritime Search and Rescue Manual). Meist sind die SAR-Dienste in die Streitkräfte, vorhandene Rettungsdienste, Polizei oder andere Sicherheitsbehörden eingegliedert.

“Every coastal State shall promote the establishment, operation and maintenance of an adequate and effective search and rescue service regarding safety on and over the water and, where circumstances so require, by way of mutual regional arrangements, co-operate with neighbouring States for this purpose.”

„Jeder Küstenstaat soll die Errichtung, den Betrieb und den Unterhalt von einem angemessenen und effektiven Rettungsdienst in und über Wasser fördern und, wo es die Umstände erfordern, entsprechend gegenseitiger Übereinkünfte, mit Nachbarstaaten für diese Zwecke zusammenarbeiten.“

Das IAMSAR-Handbuch ist eine Hilfe für die Einrichtung solcher Dienste:

“ICAO and IMO jointly developed this Manual [...] The goal [...] is to assist State authorities to economically establish effective SAR services, [...] and to ensure that persons in distress will be assisted without regard to their locations, nationality, or circumstances.”

„Die ICAO und die IMO haben dieses Handbuch gemeinsam entwickelt. Es soll staatlichen Behörden darin behilflich sein, wirtschaftliche und effektive SAR-Dienstleistungen zu errichten und sicherzustellen, dass Personen in Not geholfen wird, unabhängig von ihrem Standort, ihrer Nationalität oder den Umständen.“

Abgesehen von der Rettung Schiffbrüchiger oder verunglückter Flugzeugbesatzungen existieren weitere staatliche Interessen, eine funktionierende Rettungskette zu unterhalten oder zu unterstützen. So ist die gefühlte Sicherheit, insbesondere im Wassersport, eine wichtige Voraussetzung, um den Tourismus zu fördern. Havarierte Schiffe können auch eine erhebliche Gefahr für die Umwelt darstellen, was den Tourismus negativ beeinflussen würde. Oft sind Sicherheitsdienstleister auch führend in der Prävention.

## SAR (Luftfahrzeuge)

### Luftnotfälle
Bei Flugnotfällen werden die Rettungskräfte primär von der beteiligten Flugsicherungszentrale aufgeboten. Auch eine aktivierte ELT (COSPAS-SARSAT-Notfunkbake) kann den Alarm auslösen. Der Einsatz geeigneter Rettungsmittel, die von einem zuständigen Rescue Coordination Center koordiniert werden, ist bei Flugnotfällen und Flugunfällen allerdings in der Regel erst möglich, wenn das Flugzeug den Boden erreicht hat.

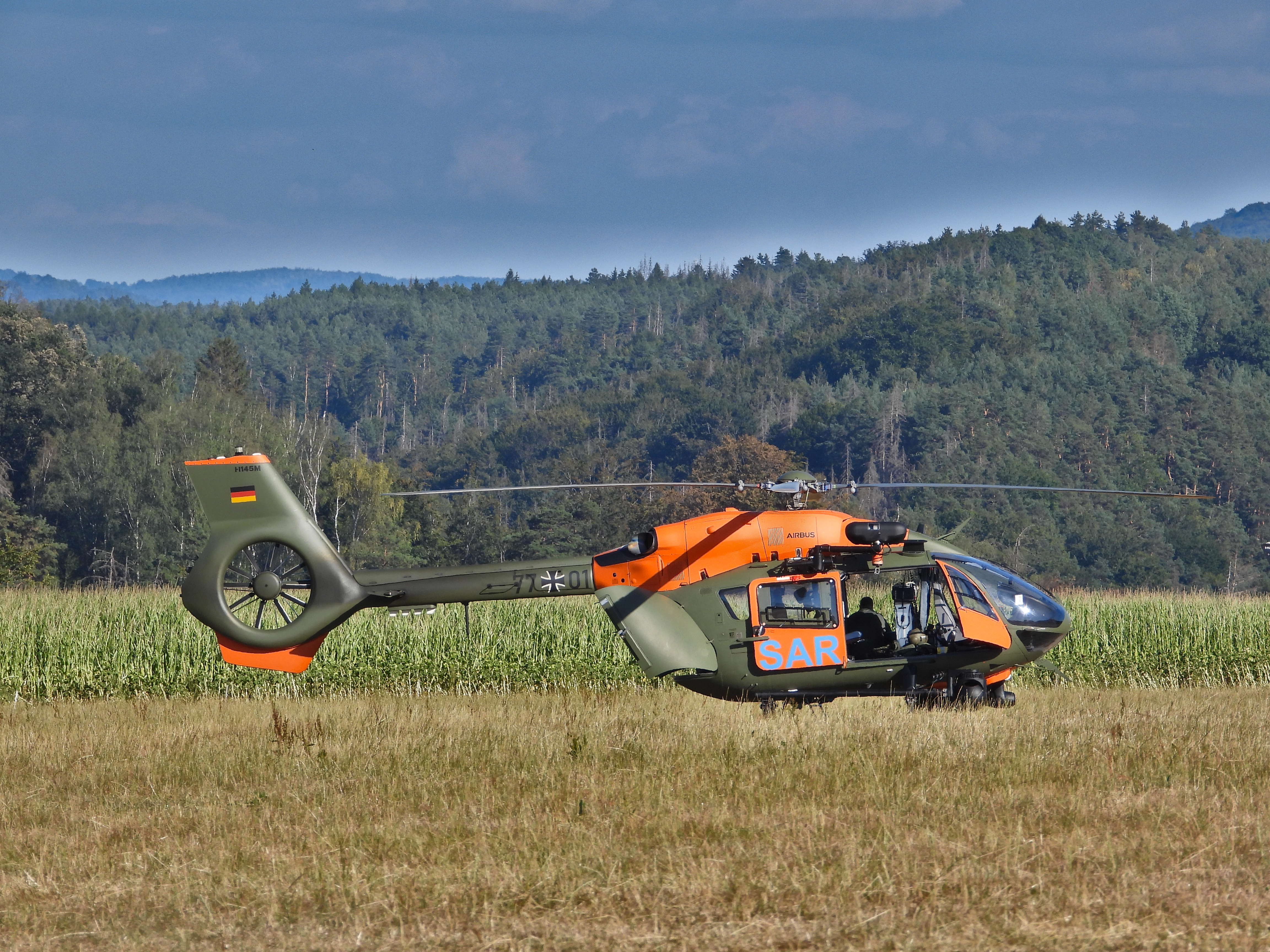
Airbus Helicopters H145M SAR

### SAR-Dienst für Luftfahrzeuge in Deutschland
In Deutschland übernehmen Heer und Marine den SAR-Dienst für Luftfahrzeuge.

## Seenotrettung (maritimer SAR-Dienst)

Logo der DGzRS

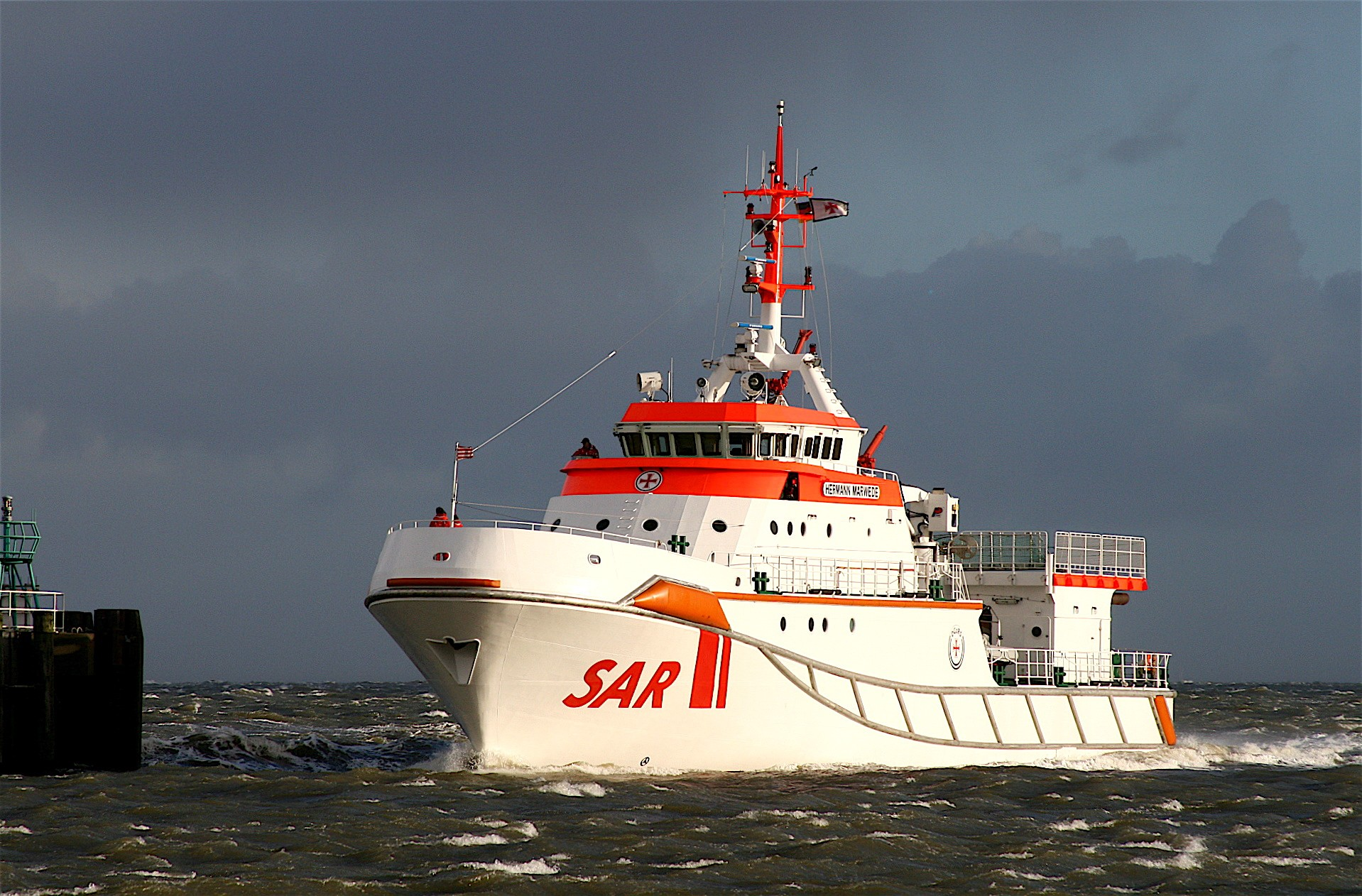
Seenotrettungskreuzer Hermann Marwede

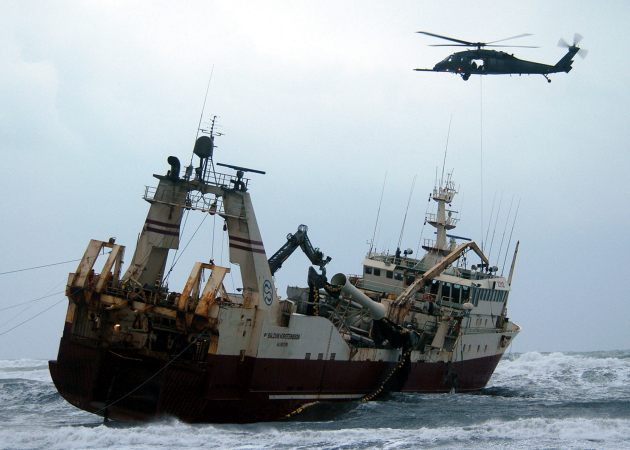
Luftbetankbarer US-Air-Force-Hubschrauber mit hoher Reichweite im Seenoteinsatz im Nordatlantik

Als Seenotrettung bezeichnet man die Hilfe für in Seenot geratene Menschen. Zu den Tätigkeiten gehören die Rettung von Schiffbrüchigen, die Brandbekämpfung auf See sowie Suche nach Vermissten. Seenotrettungskräfte verwenden als Einsatzmittel meist Schiffe oder Boote, es können jedoch auch Hubschrauber und Flächenflugzeuge zum Einsatz kommen, letztere aber fast ausschließlich falls der Einsatzort sehr weit von der Küste entfernt liegt. Ihre primäre Aufgabe ist es, Personen aus lebensbedrohlichen Situationen zu evakuieren – die Rettung oder Bergung von Sachwerten ist nachrangig.

### Hochseerettung
Die Seenotrettung auf hoher See fernab der Küsten gestaltet sich weitaus schwieriger als in Küstennähe. Die Seenotkommunikation jenseits der Küstengewässer wird über Grenz-, Mittel- und Kurzwellenfunk sowie Satellitenkommunikation abgewickelt. Notfunkbaken können automatisch Notsignale abgeben, die über Satelliten weitergeleitet werden. Im Gegensatz zu einem Satellitentelefon oder einer Sprechfunkverbindung, erlauben diese jedoch nicht, weitere Inhalte, wie die Art des Notfalls weiterzugeben.
Wenn ein Notruf abgesetzt wird, sind gemäß internationalem Recht (SOLAS von 1974) die Schiffe in der Umgebung aufgefordert, Hilfe zu leisten. Diese haben aber häufig Anmarschwege, die mehrere Stunden dauern können. Bei Alarmierung eines MRCC erfolgt von diesen aus die Beorderung anderer Schiffe an den Ort des Geschehens. Die speziellen SAR-Einheiten der Seenotrettungsgesellschaften können meist nicht zum Einsatz kommen, da ihre Operationsreichweite zu gering ist. Daher werden die Seefernaufklärer der Streitkräfte der Anrainerstaaten alarmiert, um einen umgehenden Sucheinsatz zu starten. AIS-Signale und damit Schiffspositionen sind heute oft weltweit öffentlich im Internet verfügbar, wodurch Einsatzleitstellen sehr schnell Schiffe in der Nähe eines Unfallortes ausfindig machen können (z. B. Vesseltracker).

### Maritimer SAR-Dienst in Deutschland
Aufgrund des im Rahmen der Internationalen Seeschifffahrtsorganisation (International Maritime Organization, IMO) 1979 geschlossenen Übereinkommens über den Such- und Rettungsdienst auf See wurde die Unterhaltung eines maritimen SAR-Dienstes auch in Deutschland zur staatlichen Aufgabe. Das Bundesministerium für Verkehr (heute: Bundesministerium für Digitales und Verkehr) hat diese Aufgabe durch eine entsprechende Vereinbarung der Deutschen Gesellschaft zur Rettung Schiffbrüchiger übertragen, die bereits zuvor den Seenotrettungsdienst durchführte. Die DGzRS unterhält hierzu unter anderem eine Flotte von Seenotkreuzern und mit der Seenotleitung Bremen eine Rettungsleitstelle.
Der maritime SAR-Dienst wird durch den SAR-Dienst für Luftfahrzeuge unterstützt. Dies betrifft insbesondere den von der Marine auf dem Fliegerhorst Nordholz bereitgehaltenen SAR-Hubschrauber (NH90) des Marinefliegergeschwaders 5.
Bei komplexen Schadenslagen auf See übernimmt das Havariekommando die Einsatzleitung und die Seenotleitung wird zur Einsatzabschnittsleitung SAR. Sie entsendet außerdem einen Fachberater in den Havariestab.

## Ablauf eines Rettungseinsatzes
Hinweis: Die folgenden Abschnitte verwenden die Begriffe der Seefahrt, die Rettungsaktion bei der Suche nach einem abgestürzten Flugzeug – insbesondere auf Wasser – verläuft aber äquivalent, die Handbücher dafür werden von der International Civil Aviation Organization (ICAO) und  der International Maritime Organization (IMO) gemeinsam herausgegeben.

### Alarmierung

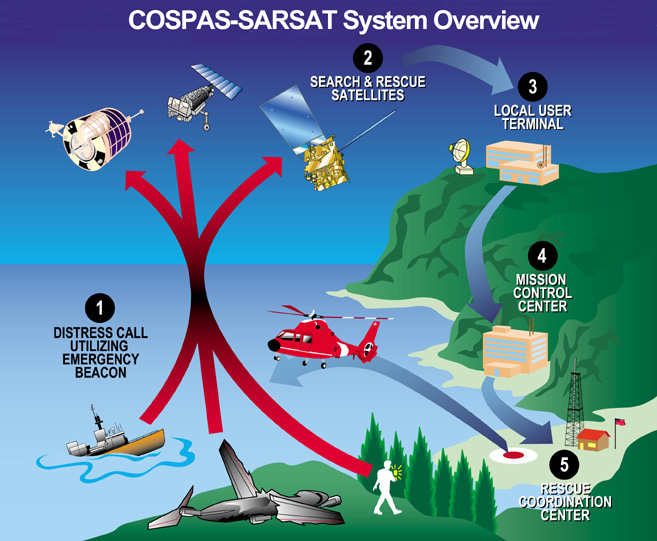
COSPAS-SARSAT zur Alarmierung und Lokalisierung

Befindet sich ein Schiff oder ein Flugzeug in Not, verwendet es eines der vorgegebenen Notsignale, um auf seine Situation aufmerksam zu machen. Die häufigste Methode ist heute durch den Einsatz von Funkgeräten. Diese Methode ist innerhalb der Reichweite der Geräte sehr zuverlässig und hat den entscheidenden Vorteil, dass Informationen über die Art des Notfalls mit übertragen werden können und auch Rückfragen möglich sind. DSC-fähige Funkgeräte sind heute Standard, sie übertragen die Position des Havaristen in digitaler Form beim Betätigen einer speziellen Notfall-Taste automatisch. Abgesehen vom Auslösen des Alarms durch ein Schiff selber kann bei den Rettungsmannschaften auch ein Notruf eintreffen, weil ein Schiff überfällig ist und vermisst wird.
Durch DSC ausgelöste Alarme werden automatisch auf allen Schiffen in Reichweite (ca. 30 sm, rd. 55 km) angezeigt und ein akustisches Signal informiert den Wachführer; seit der Einführung des DSC ist damit das permanente Mithören des Funkverkehrs nicht mehr vorgeschrieben. Falls ein Maritime Rescue Coordination Center (MRCC) in Reichweite ist, wird es als erstes auf den Notruf reagieren und versuchen, mit dem Havaristen weitere Details zum Unfall und zu den Umständen in Erfahrung zu bringen. Der Alarm wird an möglichst viele Schiffe in der Nähe weitergereicht. Die stationären Funkanlagen, die dem MRCC zur Verfügung stehen, haben eine wesentlich größere Reichweite, als ein einziges Schiff allein erreichen kann.
Eine weitere Alarmierung im Notfall wird durch Notfunkbaken (EPIRS=Emergency position-Indicating radiobeacon station) gewährleistet, die für Seeschiffe ab 300 BRZ und Fahrgastschiffe verpflichtend mitgeführt werden müssen. Diese Geräte werden entweder manuell oder automatisch durch einen Drucksensor (Druckanstieg bei Untergang) ausgelöst. Ein kleiner Funksender sendet ein Notsignal auf der international vereinbarten Notfallfrequenz 406 MHz, das von erdumlaufenden oder geostationärenden COSPAS-SARSAT-Satelliten empfangen werden kann. Diese leiten umgehend den Notruf an eine Rettungsleitstelle auf der Erde weiter. Als Bestandteil des GMDSS werden Informationen über das Schiff (MMSI) und die aktuellen Koordinaten mit dem Notsignal mitgesendet. Zusätzlich senden Baken eine Peilsignal aus, das den SAR-Einheiten die Lokalisation erleichtert.

### Suche
Nun beginnt die Rettungsaktion. Gemäß internationalem Seerecht sind alle Schiffe verpflichtet, in Not geratenen Personen zu Hilfe zu kommen, ausgenommen sie bringen sich oder ihre eigene Besatzung dadurch selbst in erhebliche Gefahr. Die Schiffe, die den Alarm empfangen haben und in vernünftiger Zeit beim Havaristen eintreffen können, werden sich also dorthin auf den Weg machen. Außerdem wird, wo möglich und sinnvoll, das MRCC das Auslaufen von einem oder mehreren Einheiten der Seenotrettung veranlassen.
Das erste Schiff am Schadensplatz (oder im Einsatzgebiet, falls dieser nicht so genau bestimmt werden kann) übernimmt die Rolle des On-Scene-Coordinator (OSC) für den Einsatz. Dieses Schiff hat die Aufgabe, die Rettungsmaßnahmen vor Ort zu koordinieren. Die Rolle des On-Scene-Coordinators kann nach Absprache mit dem MRCC oder unter beteiligten Schiffen später auch neu zugeordnet werden, falls ein besser geeignetes Schiff vor Ort eintritt – also beispielsweise eines mit besserer Kommunikationsausrüstung oder eines der Seenotrettung mit dafür speziell ausgebildetem Personal.
Die erste Aufgabe der Retter ist es, das havarierte Schiff zu finden. Dies ist insbesondere dann schwierig, wenn der Notfall dadurch ausgelöst wurde, dass ein Schiff überfällig geworden ist und vermisst wird. Auch über Bord gegangene Personen wiederzufinden ist eine äußerst schwierige Aufgabe, besonders wenn noch schlechtes Wetter oder Dunkelheit die Suche behindern. Der OSC plant und koordiniert, in Zusammenarbeit mit dem zuständigen MRCC, die Suchmuster, die von den Beteiligten abgefahren oder abgeflogen werden sollen.
Ist die Position des Havaristen bekannt oder wurde er gefunden, wird er angelaufen – jedoch immer mit der nötigen Vorsicht und unter Berücksichtigung der Gründe der Havarie. Es wäre fatal, wenn der Retter an derselben Untiefe festkommt oder auf dasselbe Riff läuft. Zudem könnten Trümmer im Wasser das eigene Schiff gefährden. Kommen große Schiffe kleineren in Ufernähe zu Hilfe, müssen diese daher oft fast tatenlos zusehen, bis andere Rettungskräfte vor Ort sind, weil sie nicht in die Nähe des Havaristen kommen.

### Bergung

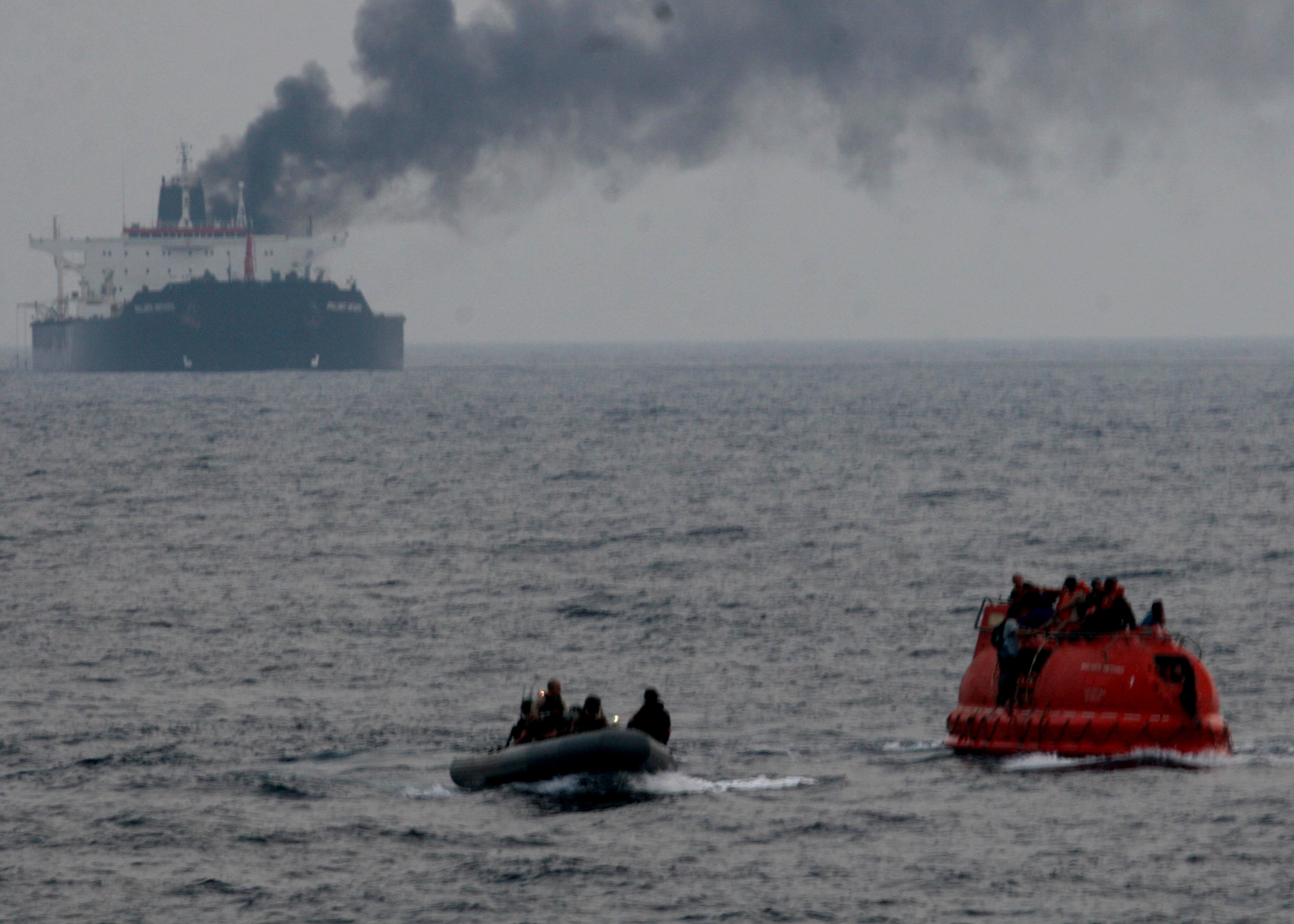
Retter in einem Festrumpfschlauchboot nähern sich einem Rettungsboot des Tankers Brillante Virtuoso, in das die Besatzung umgestiegen ist

Die primäre Verpflichtung zur Hilfeleistung gilt nur gegenüber Personen, nicht gegenüber Sachwerten oder den Schiffen selbst. Es bleibt also dem Retter (dem Schiffsführer des Hilfestellers) überlassen, ob er eine Abbergung (Übernahme der Personen) oder ein Abschleppmanöver versuchen will. Er wird sich meistens für die Variante entscheiden, die für die Beteiligten das geringste Risiko beinhaltet und außerdem seinen eigenen Fahrplan am wenigsten beeinflusst – ein Frachtschiff kann kaum ein Segelschiff über den halben Ozean schleppen, das würde viel zu lange dauern.

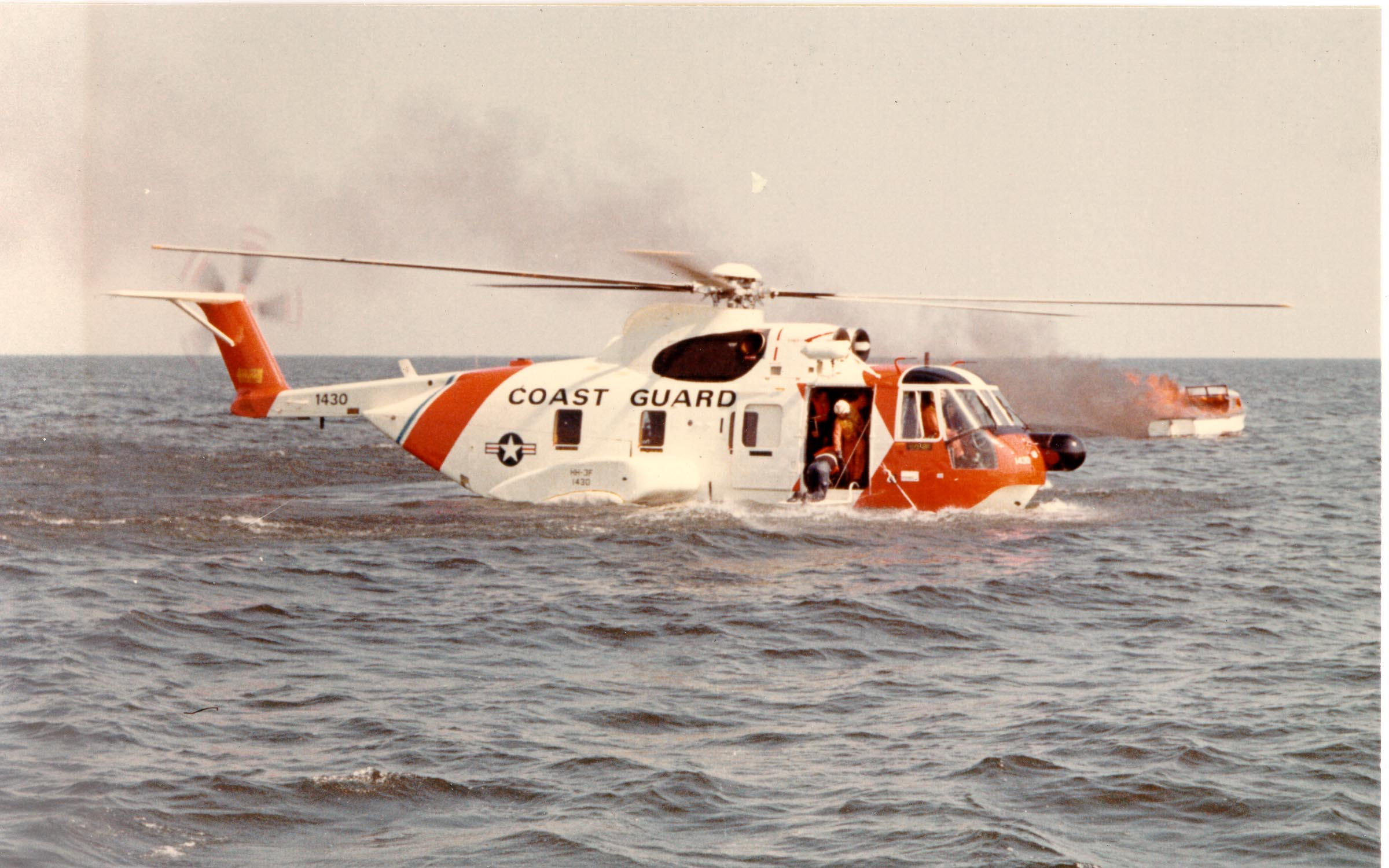
Seenotrettung mittels Amphibien-Hubschrauber HH-3F Pelican

Müssen Personen aus dem Wasser geborgen werden, nähert man sich ihnen vorsichtig wie beim Mann-über-Bord-Manöver, um sie nicht noch zu überfahren oder mit der Schraube zu verletzen. Große Schiffe werden dafür ein Rettungsboot oder Bereitschaftsboot aussetzen. Unterkühlte Personen müssen besonders schonend und möglichst horizontal aus dem Wasser geborgen werden, um einen Bergungstod zu vermeiden. Für die Suche und Rettung spezialisierte Schiffe haben dafür meist Öffnungen auf Wasserhöhe, so dass der Verunglückte nur hineingerollt werden muss. Spezialisierte Rettungsgeräte wie das Jason’s Cradle wurden speziell dafür entwickelt, erschöpfte, unterkühlte und eventuell sogar bewusstlose Personen schonend zu bergen. Alternativ kann man das niedrige Freibord einer Rettungsinsel zur Rettung verwenden. Große Schiffe haben eventuell einen Rettungskorb, der an einem Kran ins Wasser gelassen werden kann.
Rettungsinseln können eventuell direkt an einem Kran geborgen werden, andernfalls müssen die Personen ebenfalls in ein Rettungsboot übernommen werden, um an Bord eines größeren Schiffes zu kommen. Müssen die Personen von einer sinkenden Freizeityacht von einem großen Schiff übernommen werden, wird, sofern möglich ebenfalls ein Beiboot eingesetzt. Ist dies wegen des Seegangs nicht möglich, kann das kleine Schiff versuchen, mittels einer Leinenverbindung am großen längsseits zu gehen. Der Große wird dann eine Lotsenleiter oder ein Fallreep (bzw. ein Enternetz) an der Bordwand herunterlassen, um den Personen den Aufstieg zu ermöglichen. Auch dies ist jedoch keine ungefährliche Angelegenheit – es kam schon vor, dass Personen beim Aufentern zwischen die beiden Schiffe geraten sind und dabei zerquetscht wurden. Zudem sind die Personen auf dem Havaristen oft erschöpft.

### Abschluss
Wurden alle vermissten Personen gefunden und gerettet, wird der OSC in Verbindung mit dem MRCC die Suche als beendet erklären und die an der Rettungsaktion beteiligten Schiffe entlassen. Eventuell muss der Weitertransport verletzter oder kranker Personen organisiert werden, etwa durch die Übernahme durch einen Rettungshelikopter. Havarierte Schiffe, die verlassen werden mussten aber noch nicht selber gesunken sind, werden oft bewusst versenkt, damit sie keine weitere Gefahr für andere mehr darstellen. Falls diese jedoch an ungünstigen Orten festsitzen – etwa in engen Kanälen oder bei viel befahrenen Routen – werden danach spezialisierte Unternehmen aufgeboten, um das Wrack zu bergen. Dies ist eventuell auch nötig, wenn Gefahren für die Umwelt, etwa durch ausgelaufenen Treibstoff, zu beseitigen sind.
War die Suche nicht erfolgreich, entscheidet der OSC zusammen mit dem MRCC über den Abbruch der Suche.
Fragen nach Schuld und möglichen Schadenersatzforderungen kommen erst im Nachspiel zum Tragen. Neben den Gerichten werden eventuell auch die Seeunfalluntersuchungsbehörden der Flaggenstaaten der am Unglück beteiligten Schiffe (in Deutschland die Bundesstelle für Seeunfalluntersuchung) ein Interesse an der Aufarbeitung des Unglücks haben. Ihr Fokus liegt aber nicht im Zuweisen von Schuld, sondern in der Aufklärung der Ursache, um diese in Zukunft zu vermeiden – etwa durch die Formulierung von Sicherheitsempfehlungen.

## SAR-Dienste weltweit

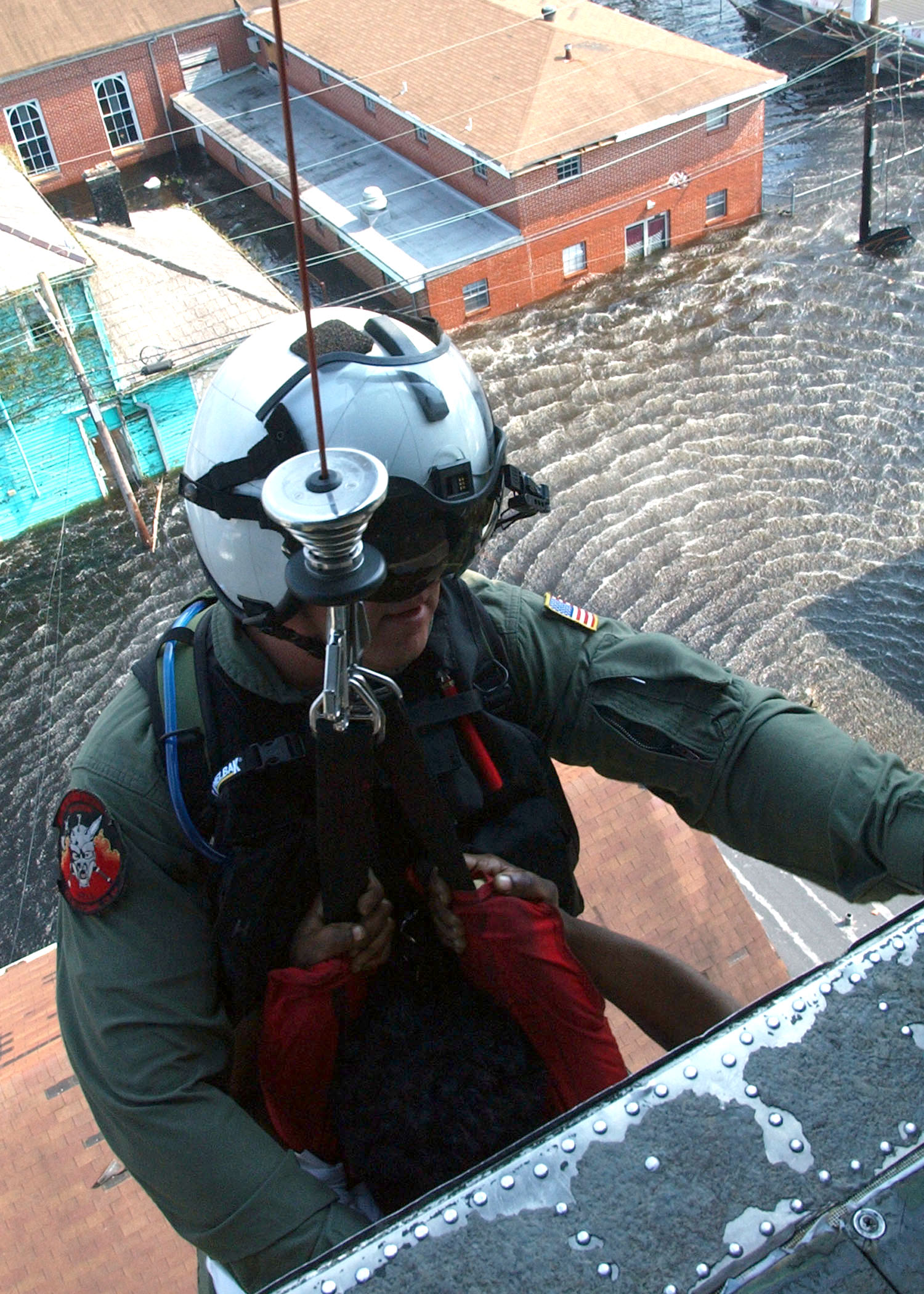
SAR-Hubschrauber der U.S. Navy: Rettungseinsatz in Amtshilfe für den US-Katastrophenschutz, New Orleans 2005

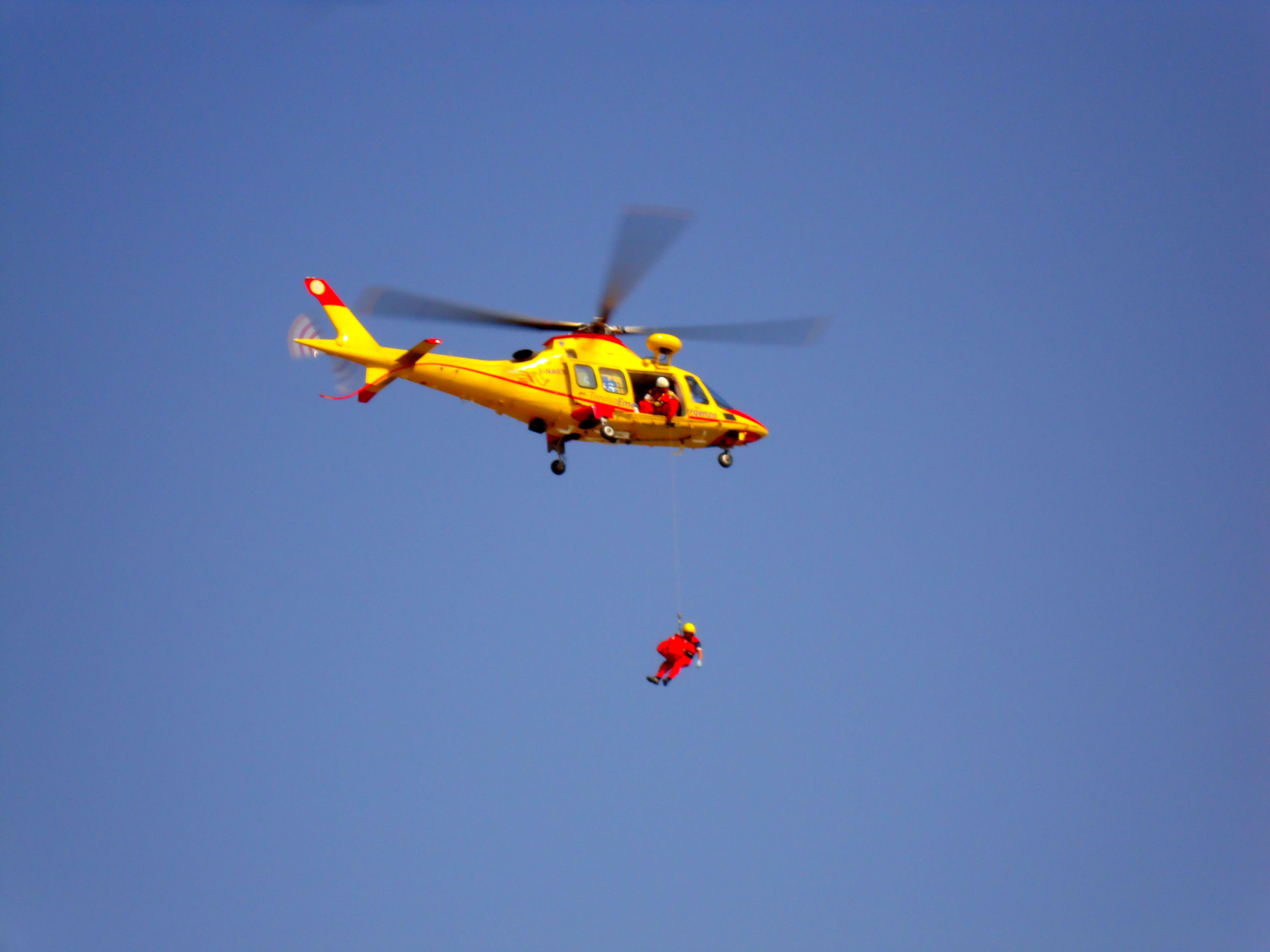
Italienische SAR-Crew eines Agusta A109 beim Abseilen zu einem Notfall über dem Strand von Jesolo, Juli 2012

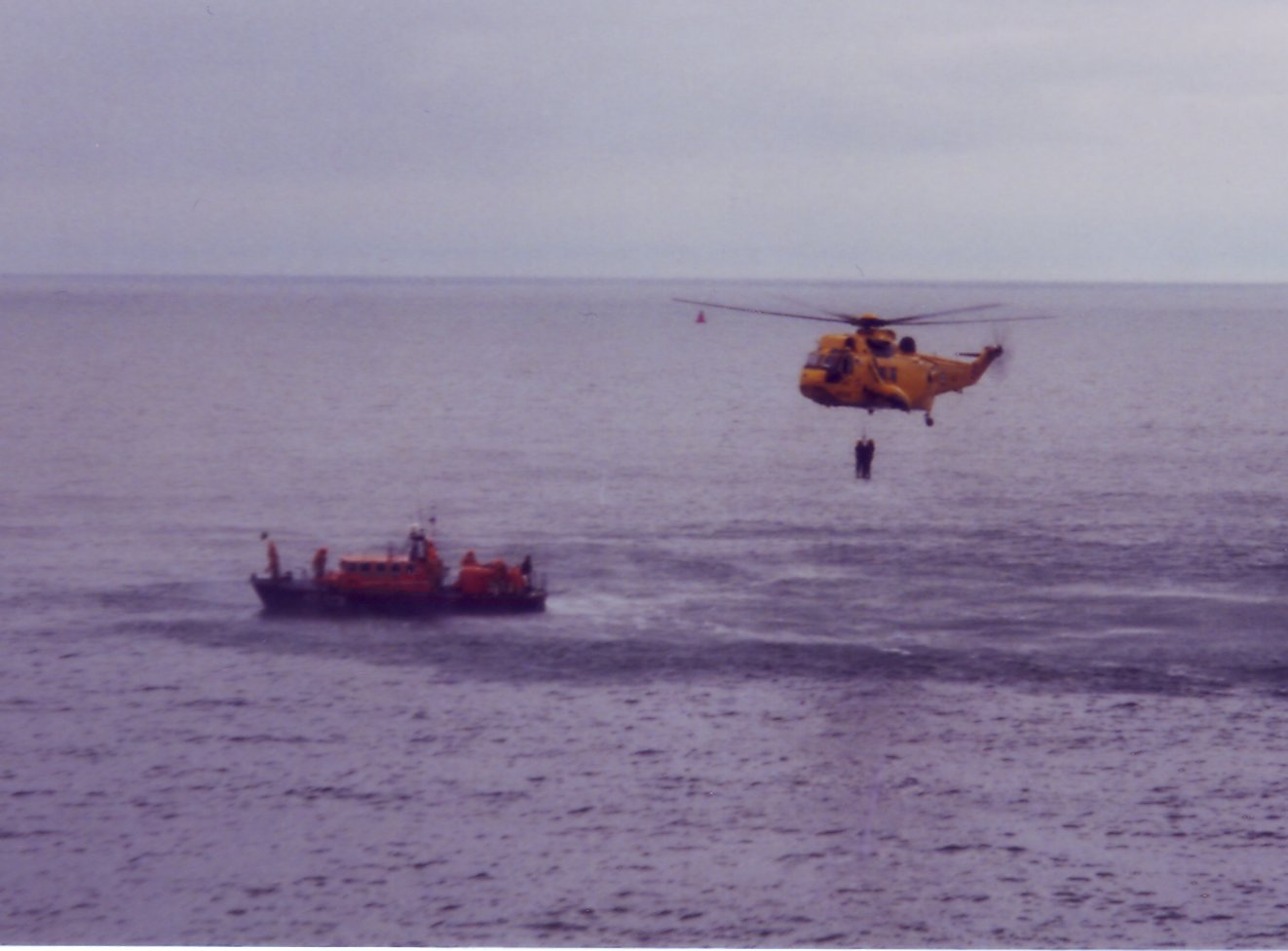
SAR-Einsatz der britischen Royal Air Force

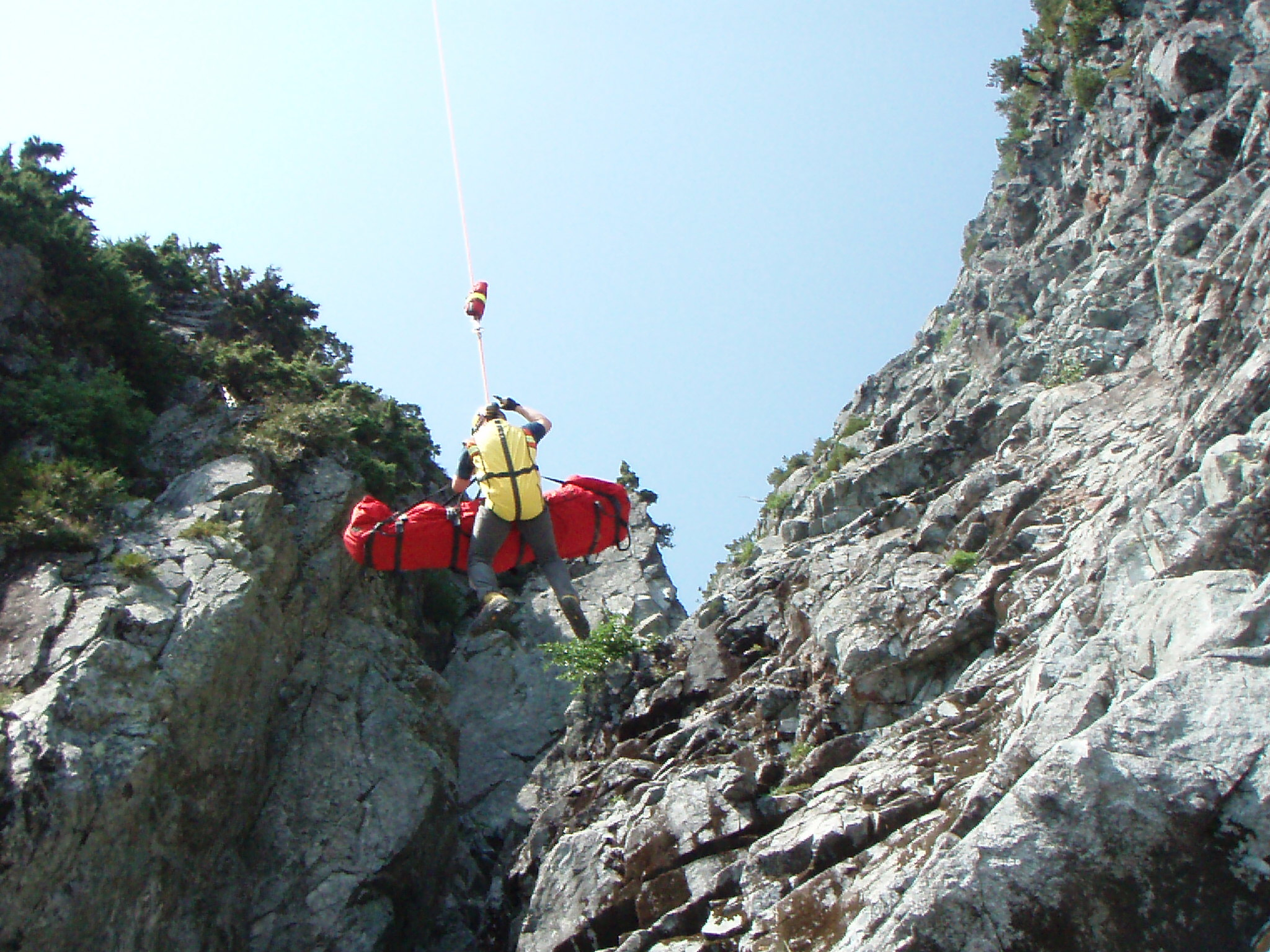
Bergrettung mit Hubschrauber

Im Folgenden ist exemplarisch ein Einblick in die Zuständigkeiten für den SAR-Dienst in einigen Staaten der Erde gegeben. Oft besteht auch eine enge Bindung zur Wasserrettung.
Bahamas
Auf den Bahamas gibt es keine Institution, die SAR-Dienste mit festangestellten Mitarbeitern betreibt. Diese Aufgabe (Gewährleistung der Seenotrettung) übernehmen ehrenamtliche Mitglieder der Organisation BASRA. Sie werden vom Militär und der US-Küstenwache bei Bedarf unterstützt.
Belgien
In Belgien werden Westland Sea Kings des 40. Squadron der Luftstreitkräfte für den Such- und Rettungsdienst eingesetzt.
Deutschland
Im deutschen Küstengebiet ist die ausschließlich durch Spenden finanzierte Deutsche Gesellschaft zur Rettung Schiffbrüchiger für die Seenotrettung zuständig. Sie wird dabei im Bedarfsfall von Hubschraubern der Marine unterstützt (Siehe auch weiter oben).
Finnland
In Finnland wird der SAR-Dienst zu 70 % vom finnischen Grenzschutz sichergestellt. Die restlichen 30 % werden über zivile Anbieter abgedeckt.
Griechenland
In Griechenland hält die dortige Luftwaffe Helikopter vom Typ AS 332 Super Puma für den SAR-Dienst vor. Die private Rettungsorganisation Elliniki Omada Diasosis führt maßgeblich Seenotrettung, Bergrettung und seit 1994 Urban Search and Rescue durch, wobei auch Hundegruppen zur Verfügung stehen.
Großbritannien
In Großbritannien gewährleistete die Royal Air Force und Royal Navy mit Westland Sea-King-Hubschraubern den Luft-SAR-Dienst für die HMCG. Seit März 2015 wird diese Aufgabe für 10 Jahre von Bristow Helicopters, einem zivilen Dienstleister übernommen. Bereits zuvor wurde ein Teil der SAR-Fähigkeit Englands über zivile Anbieter abgedeckt. Als Grund für den Wechsel werden die überalterten Sea King Maschinen und die fehlenden Kapazitäten des Militärs angegeben. Den Seenotrettungsdienst übernimmt in Großbritannien die Royal National Lifeboat Institution (RNLI), die wie die DGzRS eine spendenfinanzierte Non-Profit-Organisation ist.
Italien
In Italien unterhält die Luftwaffe einen flächendeckenden luftgestützten SAR-Dienst. Wichtigster Stützpunkt ist Pratica di Mare bei Rom. Den maritimen SAR-Dienst übernimmt vor allem die Küstenwache.
Kanada
In Kanada ist die Küstenwache maßgeblicher Anbieter des maritimen SAR-Dienstes.
Kroatien
In Kroatien unterliegt der SAR-Dienst der Kroatischen Marine sowie der Küstenwache. Der Hauptsitz liegt dabei in Rijeka.
Neuseeland
In Neuseeland übernimmt die Polizei in Küstennähe und die Küstenwache (Maritime Safety Authority) bei ausgedehnten Suchgebieten die Durchführung von Such- und Rettungsaktionen.
Niederlande
In den Niederlanden werden Hubschrauber des Typs Bell 412 der Luftstreitkräfte für den Such- und Rettungsdienst eingesetzt. Besonders häufig werden die westfriesischen Inseln angeflogen. Für die Seenotrettung und teilweise auch die Wasserrettung ist die KNRM zuständig.
USA
In den USA erfolgt die Koordination der SAR-Dienste durch die Federal Emergency Management Agency (Ministerium für Innere Sicherheit der Vereinigten Staaten). SAR-Dienste gibt es bei den Streitkräften, aber auch auf Ebene der Bundesstaaten und der einzelnen Counties. Maritime SAR-Einsätze erfolgen häufig durch die US Coast Guard. Bei besonders schwierigen oder zeitkritischen Einsätzen können auch Spezialkräfte der Luftwaffe, die United States Air Force Pararescue, zum Einsatz kommen.

### Deutsche SAR-Dienste
- Website des militärischen SAR-Dienstes – SAR-Handbuch, Jahresberichte, Einsatzpläne im Downloadbereich
- Website der Deutschen Gesellschaft zur Rettung Schiffbrüchiger (DGzRS)

### International
- Niederländische Küstenwache
- Canadian Coast Guard